# 法恩寺 (埼玉県越生町)

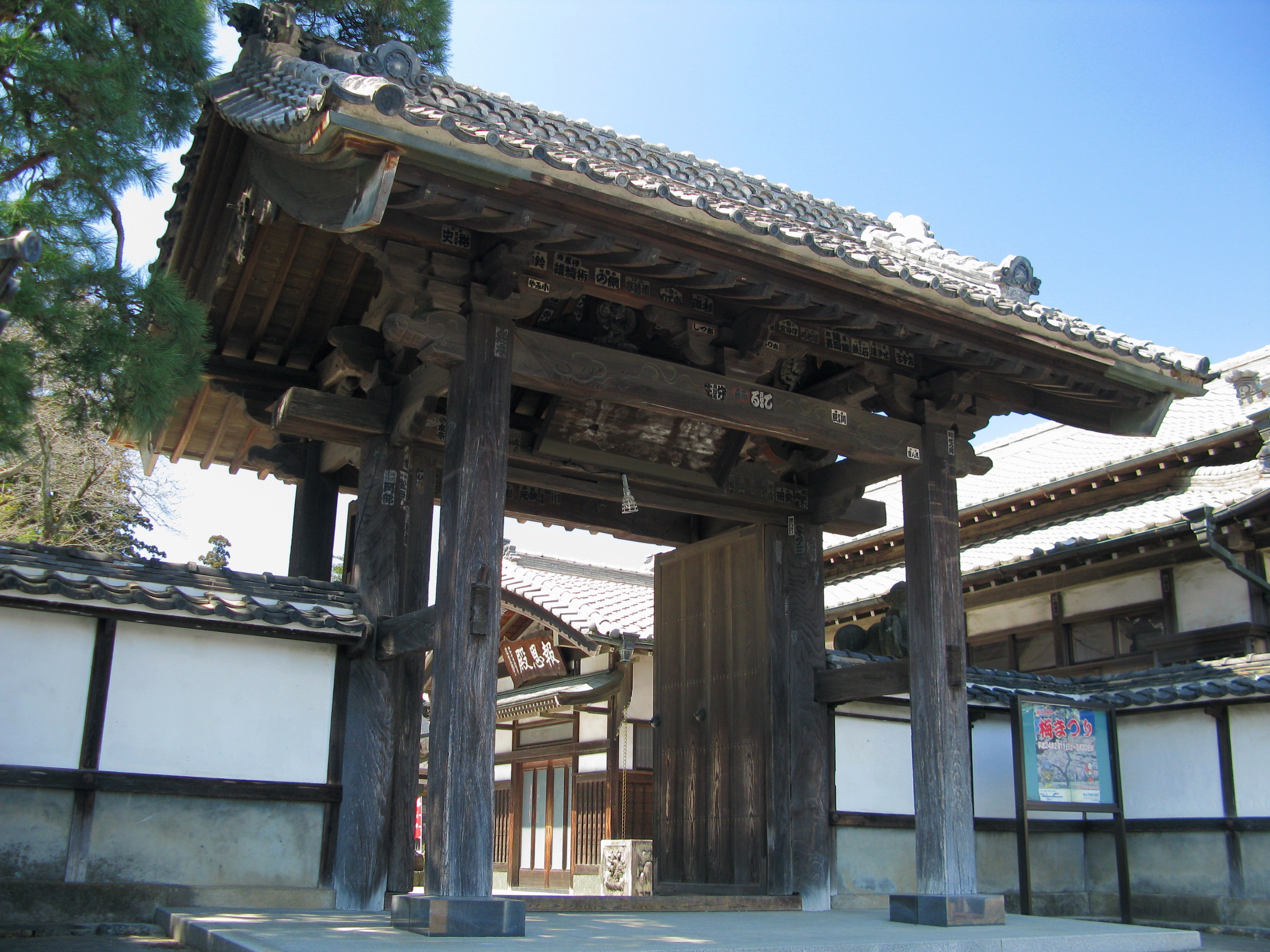
山門

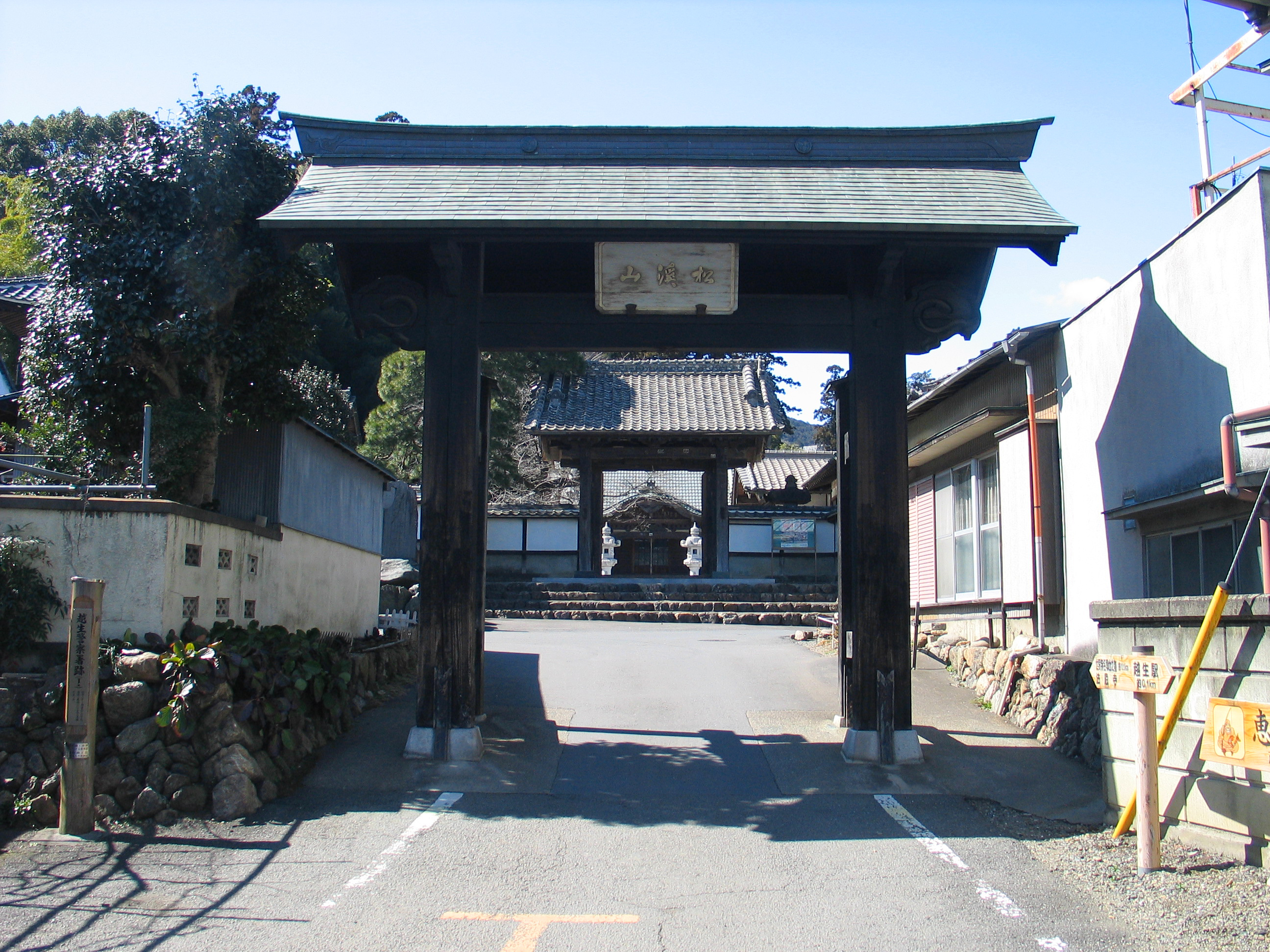
中門

法恩寺（ほうおんじ）は、埼玉県入間郡越生町にある真言宗智山派の寺院である。山号は松渓山。

## 歴史
行基の開山により創建されたと伝えられ、鎌倉時代越生氏の保護のもとに再興され、天台宗の寺院となった。室町時代中期に真言宗に改められ、江戸時代には真言宗の学問所であった。

## 文化財
重要文化財（国指定）
- 絹本著色高野明神・丹生明神像　2幅
- 絹本著色釈迦三尊及び阿難・迦葉像（中国・元時代）

越生町指定文化財
- 大日如来坐像
- 法恩寺年譜

## 交通アクセス
東武越生線・八高線越生駅から徒歩1分

## 周辺
- 越生町役場
- 世界無名戦士之墓